# مجمعات اختباء بار كوخبا

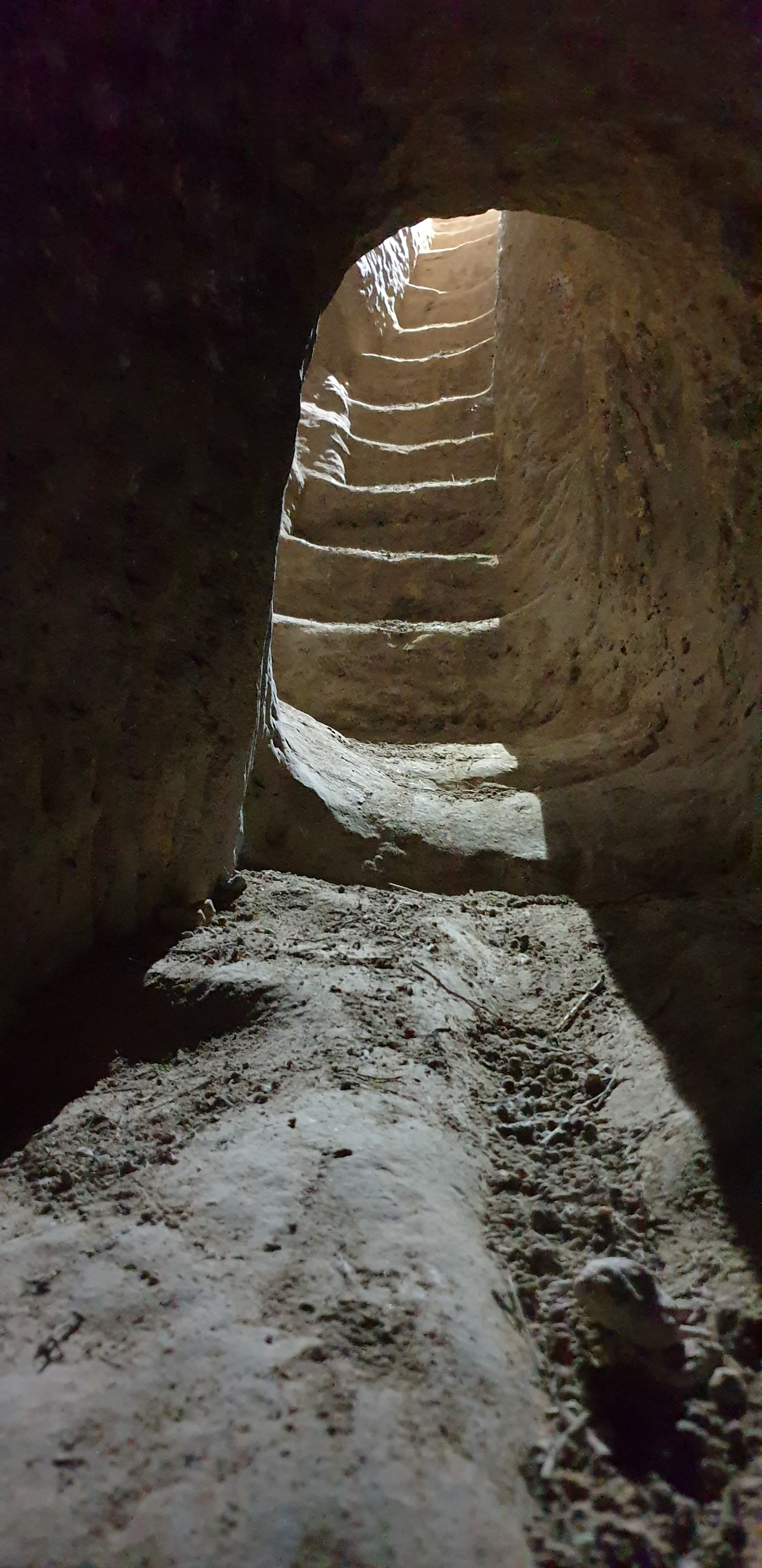
درج في مجمع اختباء في موقع خربة العين

مجمَّعات اختباء بار كوخبا (بالعبرية: מערכות המסתור של בר כוכבא)، منظومات من المخابئ تقع تحت الأرض، بناها الثوَّار اليهود ومجاميعهم في مقاطعة يهودا. واُستخدمت إبَّان ثورة بار كوخبا (132–136 م) ضدّ الإمبراطورية الرومانيَّة. ويُعتقد أنَّها لعبت دورًا محوريًا في مجريات الثورة، سيَّما المناطق الواقعة في قلب منطقة يهودا. عملت هذه المجمَّعات على تسهيل إستراتيجيات الدفاع وتكتيكات حرب العصابات؛ نظرًا لأنها كانت بمثابة ملاجئ احتمى فيها الناس في أوقات الطوارئ.
يُفرِّق الباحثون بين فئتين من مجمَّعات الاختباء: تلك التي أُنشِئت بالتلازم مع اندلاع الثورة، وتشمل مجمَّعات الاختباء والملاجئ الواقعة عند منحدرات الصخور، ومنها ما ينضوي تحت فئة أخرى، وهي الكهوف (المغارات) الطبيعيَّة التي اتُخذت كمخابئ خلال المراحل الأخيرة من الحرب.
اعتبارًا من عام 2005، بلغ عدد مجمَّعات الاختباء المكتشفة أكثر من مائة موقع في جميع أنحاء إقليم يهودا، تركَّز جُلّها في شفله، وجبل الخليل، وجبال بيت إيل، واكتشفت بضعة مواقع في الجليل. أُنشِئت معظم هذه المجمَّعات في مواقع إستراتيجية تحت المنازل أو بمحاذاتها. وبعضها أُعدّ تحضيرًا للثورة، فيما شُيِّد بعضها الآخر أثناء اندلاعها. وقليلٌ منها –رغم بساطته وتعقيده المحدود– يعود تاريخه إلى الحقبة الأسبق، أي إلى زمن الحرب اليهوديَّة الرومانيَّة الأولى (66–73م).
نُحِتت هذه المجمَّعات في الصخر، ولا سيّما في الحجر الجيري والطبشور، وهما صنفان يكثر انتشارهما في المنطقة. وتألَّفت من حُجَرٍ مُتَّصِلةٍ ببعضها البعض عبر ممرَّات ضيِّقة. احتوى معظمها على فتحات للدخول وفتحات للتهوية وغرف وقاعات. كما كانت مجهّزة بآليات للإغلاق، وبنظم إضاءة، وصرف صحِّي، وتجهيزات لتخزين المياه. أتاح هذا التصميم للقاطنين أن يتواروا عن الأنظار مع محافظتهم على أدنى حد من مقوّمات البقاء والمقاومة.